# 함양 법인사 목조아미타여래좌상 복장물 일괄
함양 법인사 목조아미타여래좌상 복장물 일괄(咸陽 法印寺 木造阿彌陀如來坐像 腹藏物 一括)은 대한민국 경상남도 합천군 가야면 치인리에 있는 불상이다. 2006년 4월 6일 경상남도의 유형문화재 제441호로 지정되었다.

## 개요
이 불상은 신체에 비해 머리가 작은 편이고, 어깨는 좁고 아래로 처져 다소 왜소하다. 수인은 중품하생을 결하였는데 왼손은 손바닥을 위로하고 오른손은 손등을 위로 하여 중지와 엄지를 맞대고 있다. 별조된 손은 가늘고 길게 조각되었는데 엄지손가락은 다른 손가락에 비해 짧고 두툼하여 조각의 미숙함이 엿보인다. 나발이 표현된 머리는 육계와의 구분이 불분명하고 그 경계에는 반달형의 중간계주를 표현하고 정수리에는 원통형의 계주를 두는 조선후기 불상의 일반적인 형식을 따랐다.
얼굴은 방형으로 이마가 좁은 편이며, 수평으로 길게 그은 눈썹에서 이어지는 삼각형의 코는 오똑하고, 짧은 인중선, 가늘고 긴 입술은 그 끝이 살짝 올라가 미소를 머금어 전체적으로 인자한 인상을 자아낸다.
착의법은 변형통견식으로 오른쪽 어깨에 편삼을 입고 그 위에 대의를 걸치는 방식인데, 오른쪽 어깨를 살짝 걸쳐 내린 대의는 끝단이 약간의 곡선을 이루고, 겨드랑이쪽으로 빼내어 복부를 돌아 왼쪽 어깨로 넘겨져 길게 늘어져 있다. 한편 뒷면에는 왼팔에 비해 오른팔이 너무 가늘게 표현되어 전체적으로 균형감이 어색해 보인다. 결가부좌한 다리를 덮은 군의는 발목 아래로 흘러내리는데 양측으로 서너 개의 주름으로 나누어 정리하였다. 이 불상은 군의 주름과 왼쪽 다리 소매 자락이 매우 특징적인데 무릎으로부터 수평으로 'く' 모양으로 주름을 이루는 것이나 군의 끝단 주름의 강약이 매우 큰 점, 왼쪽 무릎 뒤에 놓인 좁은 소맷자락이 무릎에 밀착되어 흘러내리는 점은 다른 불교조각과는 차별된 것이라 할 수 있다.
이 법인사 목조 아미타불좌상은 불상전후의 길이에 비해 가슴과 배가 빈약하여 다소 어색하지만 다리가 길어 보이고, 'く' 형 군의주름, 강약이 큰 군의 끝단표현 등은 조선후기의 특징을 드러내면서도 조각승의 개성이 드러나는 부분이라 하겠다.
또한 발원문에 의해 조성연대와 靈圭, 祖能 등 조각승, 봉안처, 시주자의 이름 뿐 만 아니라 이 불상 조성 불사의 관계자는 물론, 심지어 당시에 기거했던 兒童들 까지도 빠짐없이 전지 한 장에 빽빽하게 채워서 기록으로 남긴 것은 보기 드문 예이며, 17세기 중반의 불교조각의 양상을 알 수 있는 자료로 생각된다.

## 참고 문헌
- 함양 법인사 목조아미타여래좌상 복장물 일괄 - 국가유산청 국가유산포털